# Дом Дягилева
Дом Дягилева (Гимназия им. С. П. Дягилева) — особняк в Перми по адресу улица Сибирская, дом № 33, памятник истории местного значения.

## История
В Перми в доме на углу улиц Сибирской и Большой Ямской (Пушкина) Сергей Павлович Дягилев (1872—1929) провёл свои детские и юношеские годы.

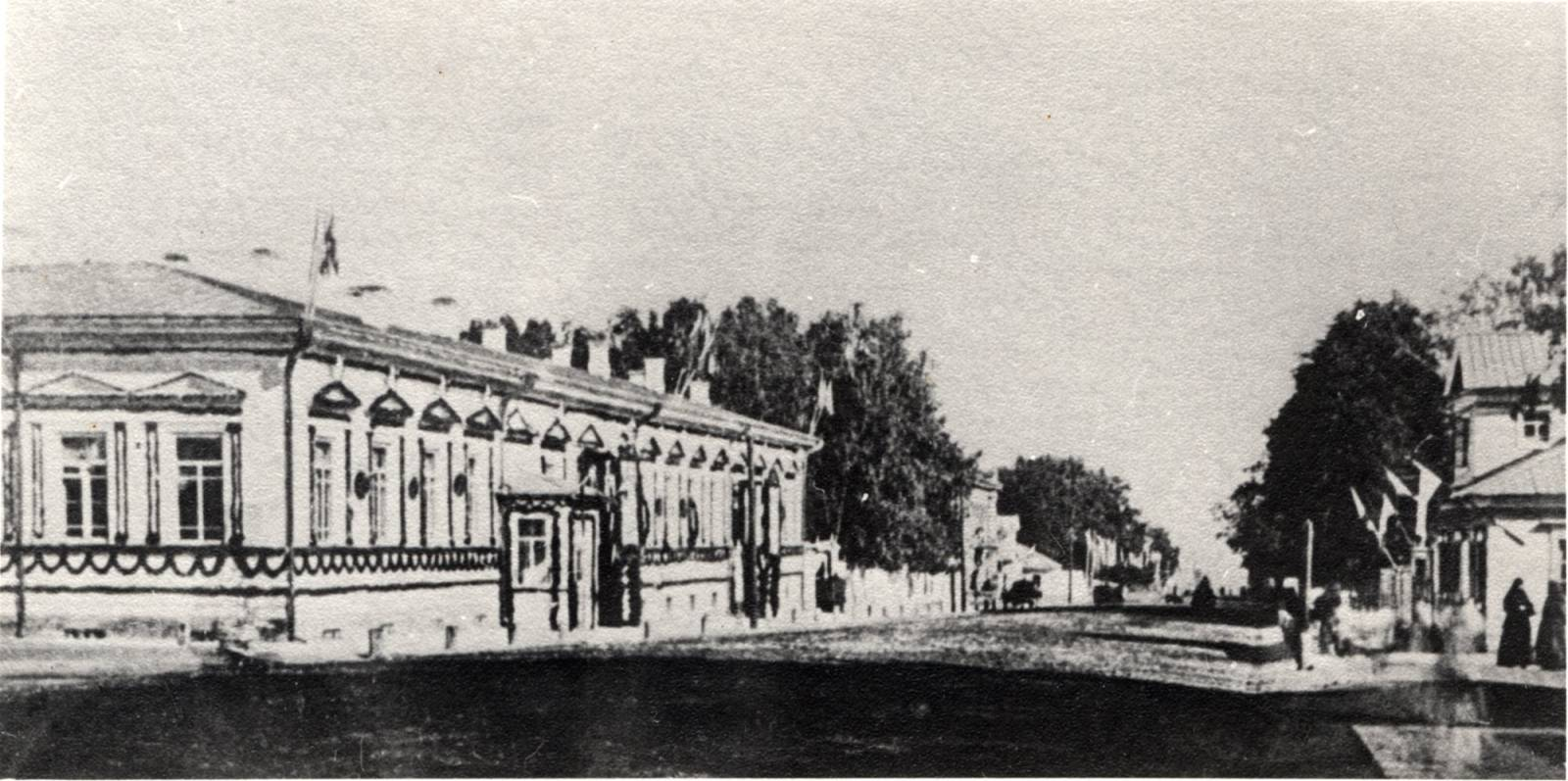
Дом Дягилева в 1887 г.

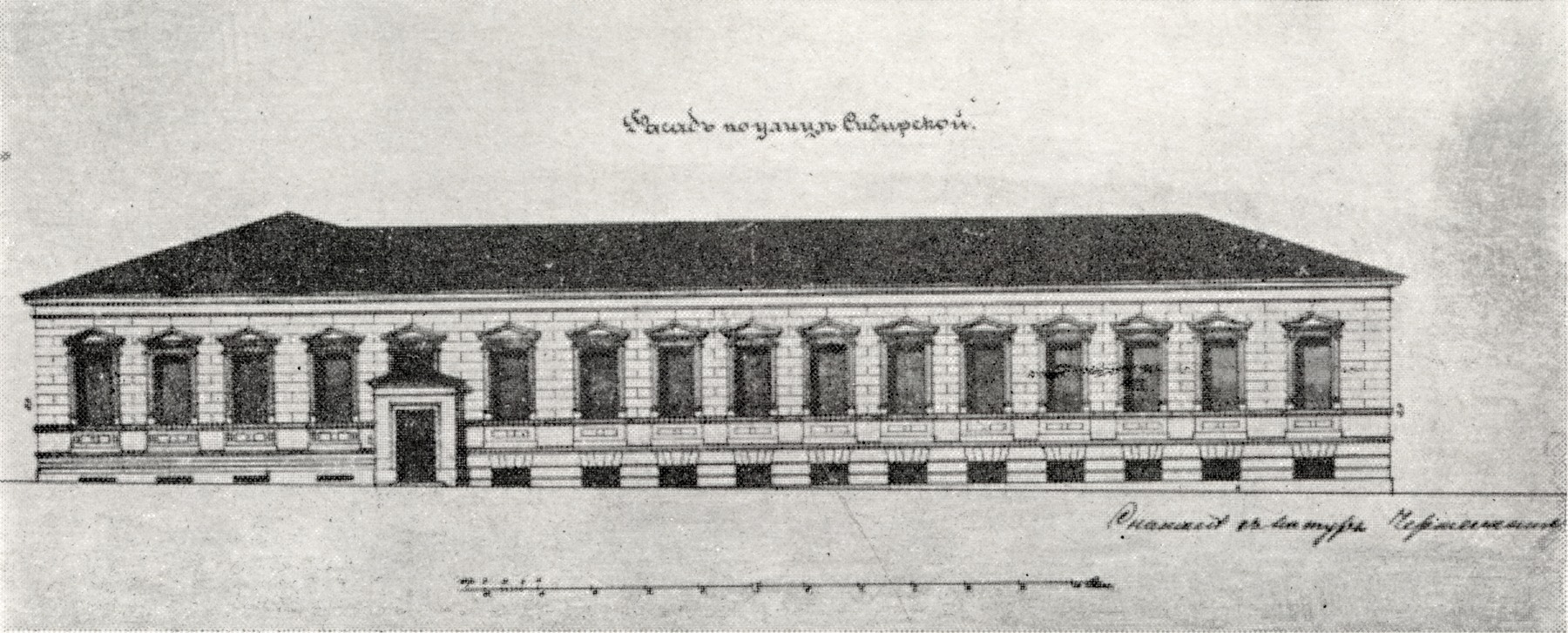
Проект жилого дома Дягилевых. Р. И. Карвовский, 1874 г.

Дом был построен в 1852 году, а в 1862 году приобретён уроженцем Перми, вышедшим в отставку чиновником Министерства финансов П. Д. Дягилевым (1808—1883) — дедом антрепренёра Сергея Дягилева. Он перестроил дом по проекту губернского архитектора Р. И. Карвовского в стиле позднего русского классицизма.
На протяжении трёх десятилетий дом принадлежал большой и дружной семье Дягилевых. В доме, названном современниками «Пермскими Афинами», по четвергам собиралась городская интеллигенция. Здесь музицировали, пели, разыгрывали домашние спектакли. В 1880-е гг. в доме жила семья Павла Дягилева (отца Сергея Дягилева), переехавшего в Пермь из Санкт-Петербурга.
Духовная атмосфера дома, культ страстного поклонения перед искусством способствовали формированию творческой личности Сергея Дягилева — будущего реформатора театра, организатора содружества молодых художников «Мир Искусства», триумфальных «Русских сезонов» в Париже и антрепризы «Русский балет Дягилева». Первым учителем музыки Сергея Дягилева стал преподаватель пермской мужской гимназии Э. Э. Деннемарк. Мальчик получил хорошее музыкальное образование, принимал активное участие в концертах дома и в гимназии.

## Гимназия
В 1891 году здание было выкуплено городским обществом и Пермским уездным земством (после переезда семьи Дягилевых в Санкт-Петербург). С 19 мая 1893 года по 19 мая 1894 года в здании располагалось Пермское отделение Государственного банка.
С 1 сентября 1894 года в здание была переведена Александровская женская прогимназия (с 1907 г. — Александровская женская гимназия). В 1907 году Пермская женская прогимназия была преобразована в семиклассную гимназию имени императора Александра II. 25 июля 1909 года во дворе гимназии был заложен двухэтажный пристрой. В 1909—1910 по ул. Пушкина к дому сделана двухэтажная пристройка: внутренний двор был перестроен в рекреационный зал с верхним светом. 2 октября 1913 года при Пермской Александровской женской гимназии была открыта по постановлению Попечительского Совета гимназии Начальная школа с 3 отделениями.
В 1914—1925 гг. здание использовалось под различные нужды, с 1925 года здесь разместилась школа № 21, с 1926—1927 гг. преобразованная в школу № 11. С 1992 года школа № 11 называется гимназией им. С. П. Дягилева.

## Музей

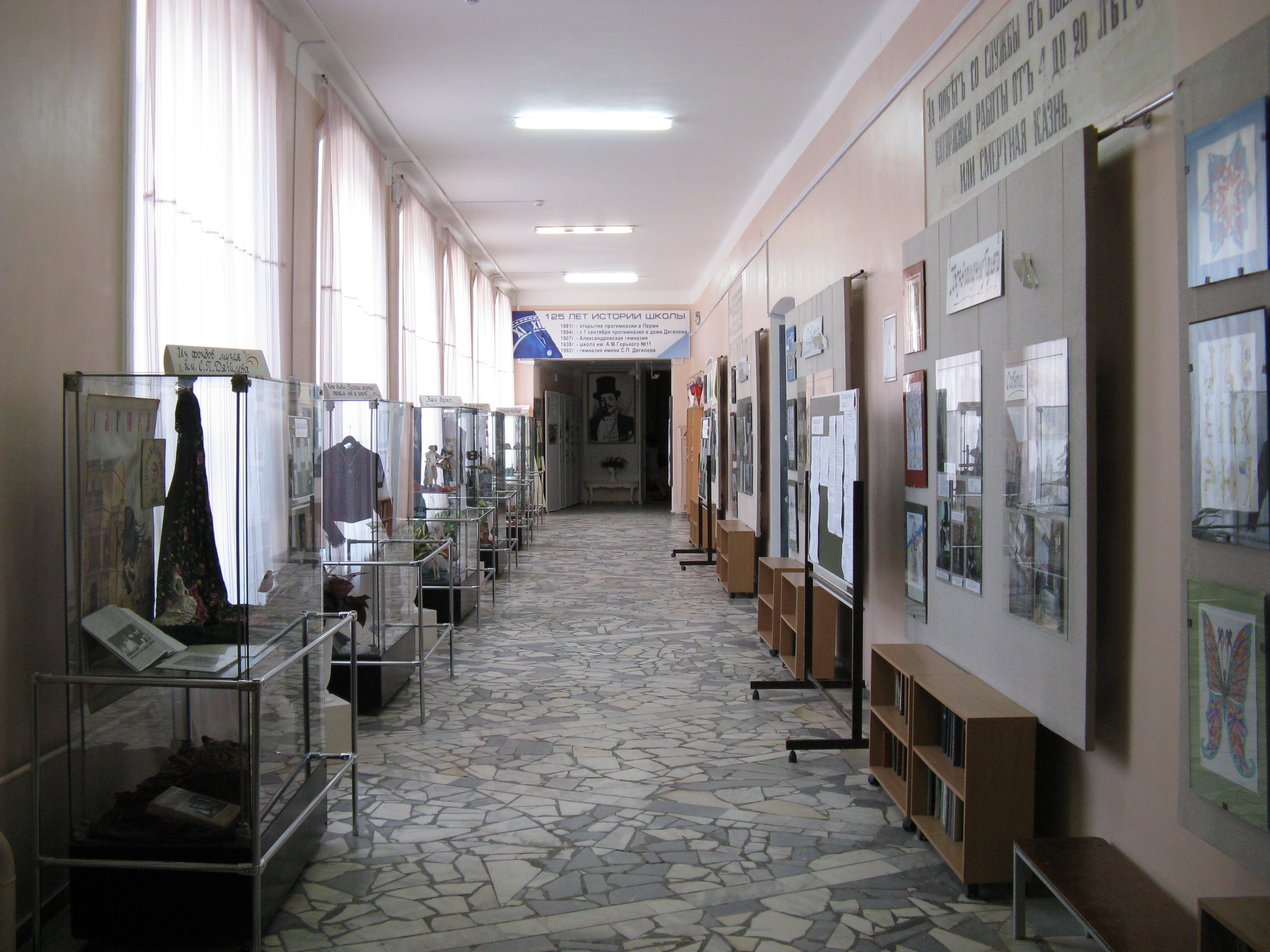
Часть экспозиции музея

Музей, составляющий с гимназией единый комплекс, располагает уникальными коллекциями.
В его собрании представлены: документальные материалы и фотографии пермского периода семьи Дягилевых; предметы усадебного быта из летних имений Дягилевых в Пермской губернии (Бикбарда, Николаевское); фотография 1924 г., на которой импресарио запечатлен вместе с известным французским художником и драматургом Ж. Кокто; часть личного архива, книги и театральные костюмы Ю. Зорича — танцовщика созданной С. П. Дягилевым труппы «Русский балет в Монте-Карло».
Достойное место занимает также живопись и графика художников Н. Зарубина, А. Зырянова, О. Коровина, А. Тумбасова, В. Герасименко, скульптурные работы А. Уральского.
Экспонируется коллекция монументальных полотен и скульптур французских художников Ф.Талли и К.Тоди, объединённых темой «Вацлав Нижинский — гений танца» (дар Р. Бокобза), коллекция фарфоровых кукол «Русские сезоны в Париже», созданная современным мастером О.Алексеевой по эскизам одного из ведущих декораторов «Русских сезонов» Л. Бакста.

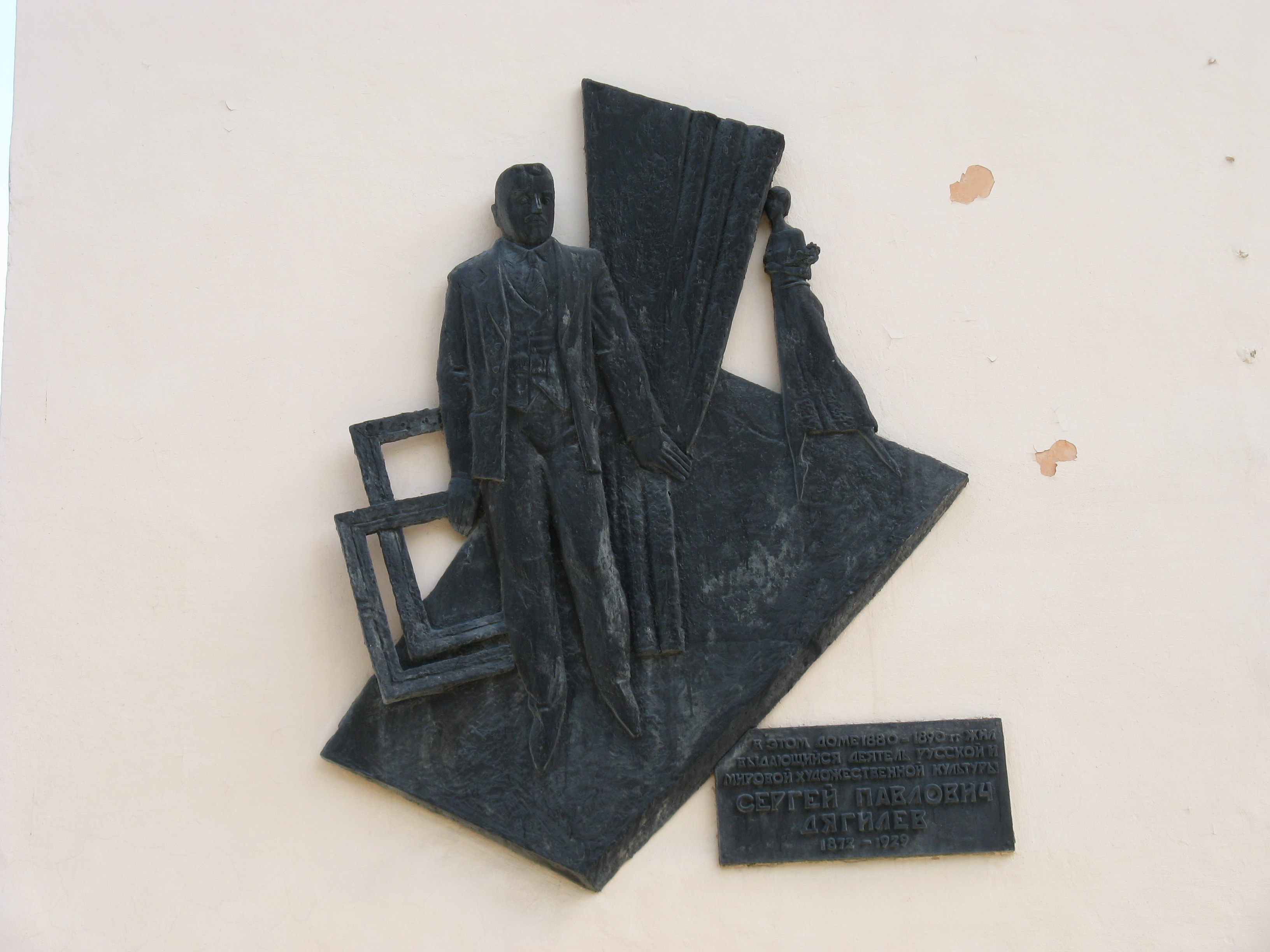
Мемориальная доска

В 2007 году в концертном зале Дома Дягилева был установлен памятник С. П. Дягилеву работы скульптора Эрнста Неизвестного.
В 2009 году градсоветом Перми началось рассмотрение проекта строительства нового корпуса Дягилевской гимназии. Вариант застройки представили архитектор Геннадий Михайлович Игошин и соавтор проекта Екатерина Сандакова. По замыслу разработчиков проекта будет восстановлено здание рядом с новым корпусом школы, фасад которого выходит на ул. Сибирскую, с целью не нарушать общего культурно-исторического облика улицы.
19 августа 2013 года в День памяти великого импресарио состоялась торжественное открытие обновленного памятного панно, расположенного на родовом доме семьи Дягилевых. Мероприятие прошло в рамках реализации проекта «Вторая жизнь памятника». Открывали барельеф министр культуры Пермского края И. В. Гладнев, потомки рода Дягилевых — Д. П. Дягилев и К. А. Ваховская, а также директор гимназии Р. Д. Зобачева.

## В искусстве
- Дом Дягилева изображён на купюре номиналом 500 уральских франков 1991 года выпуска.